# Guy Parmelin
Guy Parmelin (Bursins, 9 novembre 1959) è un politico svizzero, membro dell'Unione Democratica di Centro (UDC).
È consigliere federale dal 1º gennaio 2016 ed ha ricoperto la carica di presidente della Confederazione svizzera nell'anno 2021.

## Biografia

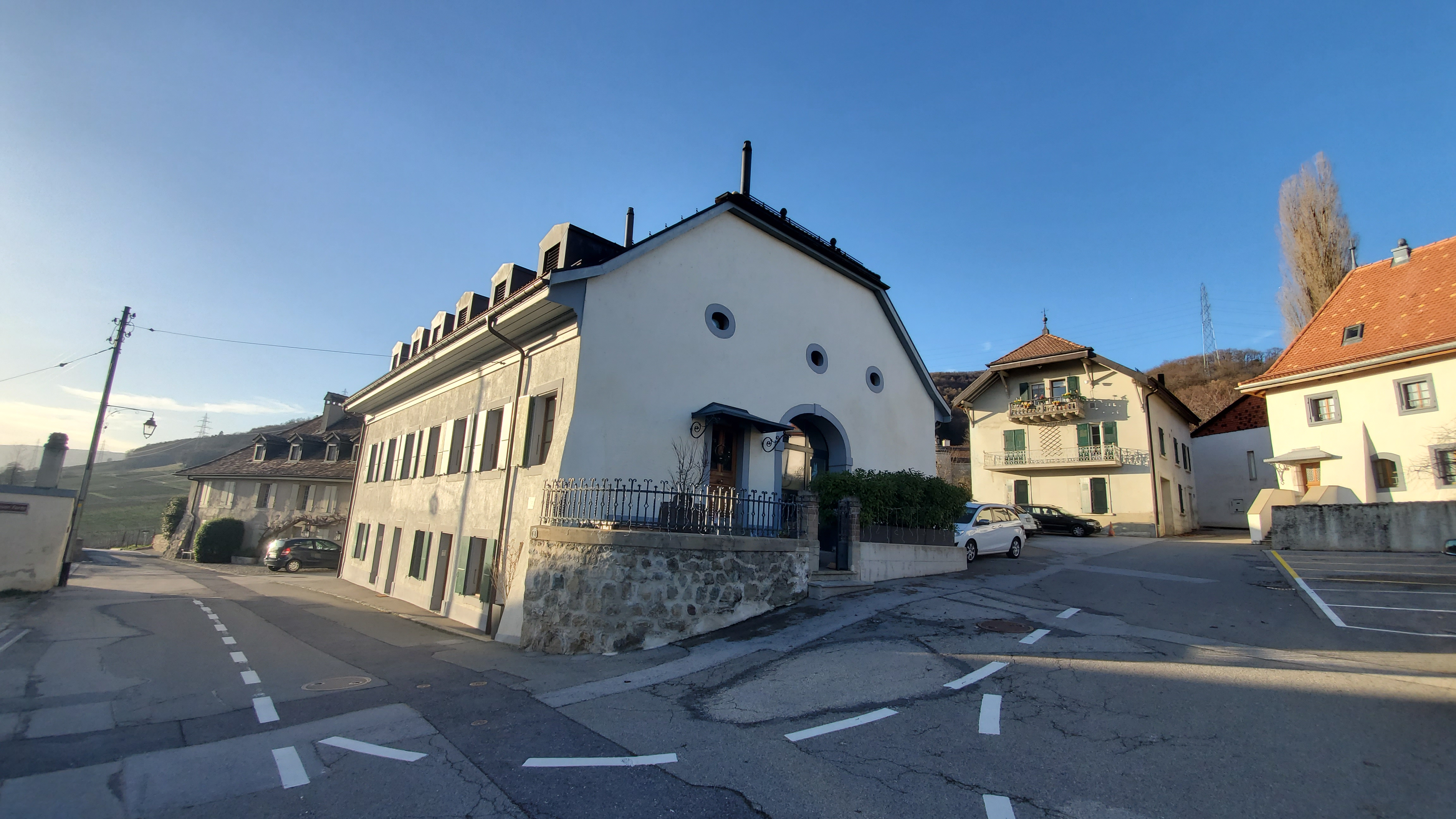
Granaio di Bursins, di proprietà della famiglia Parmelin dal 1818.

Guy Parmelin ha conseguito una maturità ginnasiale a Losanna nel 1977. Ha poi svolto un apprendistato nel settore dell'agricoltura trascorrendo un anno in Svizzera tedesca in una fattoria nei pressi di Altavilla Morat per poi diplomarsi alla scuola di Marcelin a Morges nel 1979. Associato a suo padre e suo fratello, gestisce una fattoria e un vigneto nel villaggio di Bursins, città di cui è originario.
È entrato in politica nel 1993, venendo eletto al consiglio comunale di Bursins. È stato poi deputato al Gran Consiglio di Vaud 1994-2003 e presidente dell'UDC nel Cantone di Vaud dal 2000 al 2004.
È stato eletto al Consiglio Nazionale come rappresentante del Canton Vaud nel dicembre 2003 e rieletto nell'ottobre 2007, 2011 e 2015. È membro della Commissione e Pubblica Sicurezza sociale Sanità del Consiglio nazionale.

### Membro del Consiglio federale
Nel 2015, Guy Parmelin è scelto dal suo partito come candidato per la successione di Eveline Widmer-Schlumpf al Consiglio federale, in compagnia di Thomas Aeschi (Zug) e Norman Gobbi (Ticino). È stato eletto il 9 dicembre 2015 al 3º turno, con 138 voti favorevoli su 243, e si è insediato il , come capo del Dipartimento federale della difesa, della protezione della popolazione e dello sport.
Dal 2019 Parmelin è diventato capo del Dipartimento federale dell'economia, della formazione e della ricerca. È stato vicepresidente della Confederazione per il 2020. Ha assunto la presidenza il 1º gennaio 2021 insieme al vicepresidente Ignazio Cassis.
Il 16 giugno 2021, in qualità di Presidente della Confederazione, Parmelin ha ospitato il vertice Russia-Stati Uniti del 2021 a Villa La Grange a Ginevra tra Vladimir Putin e Joe Biden.